# UTS-800
UTS-800 (ros. УТС-800) – prototypowy, rosyjski samolot szkolno-treningowy.

## Historia
Samolot został zaprojektowany i wybudowany w Uralskich Zakładach Lotnictwa Cywilnego w (ros. Уральский Завод Гражданской Aвиации/УЗГА - Uralskij Zawod Grażdanskoj Aviacji - UZGA). Wybudowany, niekompletny egzemplarz samolotu UTS-800 (UTS - Uczebno-Trenirowocznyj Samoliot, ros. Учебно-Tренировочный Cамолет) został po raz pierwszy zaprezentowany w Kubince pod Moskwą na wystawie Armia w sierpniu 2021 roku. UTS-800 jest, według producenta, jego całkowicie samodzielnym projektem. Jednak zdaniem obserwatorów, projekt charakteryzuje się dużym podobieństwem do austriackiego samolotu Diamond DART 450. Jest to o tyle prawdopodobne, iż rosyjski producent współpracuje z firmą Diamond Aircraft Industries, wytwarzając u siebie jego maszyn Diamond DA40 Diamond Star i Diamond DA42 Twin Star. Ukończony prototyp został oblatany 27 października 2023 roku. Maszyna, z racji braku docelowego silnika, napędzana była importowaną jednostką General Electric H80.
28 grudnia 2024 roku, Uralskie Zakłady Lotnictwa Cywilnego poinformowały, że przekazały rosyjskim siłom powietrznym dwa pierwsze egzemplarze samolotu, zbudowane w wersji seryjnej. Maszyny mają przejść próby państwowe w Państwowym Centrum Testów w Locie Ministerstwa Obrony, w celu weryfikacji charakterystyk lotnych i użytkowych konstrukcji

## Konstrukcja
UTS-800 to dwumiejscowy, dolnopłat z chowanym, trójpodporowym podwoziem z przednim podparciem. Samolot docelowo napędzany ma być silnikiem WK-800SP o mocy 800 KM. Pierwotnie maszynę przystosowywano do ukraińskiej jednostki AI-450 produkowanej w zakładach Motor Sicz w Zaporożu. Załoga samolotu umieszczona jest w kabinie w układzie tandem z fotelami wyrzucanymi Zwiezda K-95. Tylny fotel jest podniesiony celem poprawy widoczności.